# خصوصی (فیلم)
«خصوصی» (انگلیسی: Private) فیلمی در ژانر درام است که در سال ۲۰۰۴ منتشر شد.